# 마이클 멀헤런

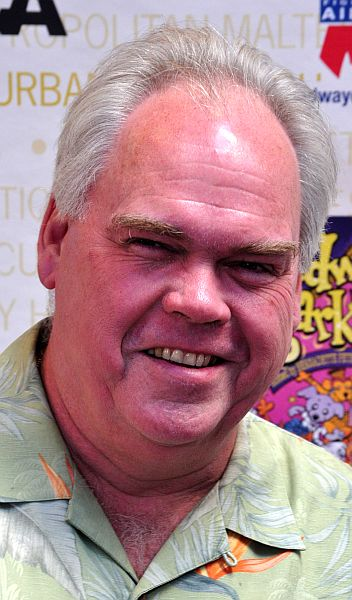

마이클 멀헤런(Michael Mulheren)은 미국의 배우이다.

## 출연 작품
- Madso's War (2010) - 대니 맥그래스 역
- 라이프 온 마스 (2008년)
- 사랑보다 황금 (2008년) - 에디 역
- 더 텐 (2007년)
- 키드냅트 (2006년)
- 인빈서블 (2006년)
- 해피 아워 (2003년)
- 애쉬 웬즈데이 (2002년)
- 마음대로 훔쳐라 (2001년)
- 페이스풀 (1996년)
- 조니 수에드 (1991년)

### 텔레비전
- 로열 페인즈 1 (2009년)
- 레스큐 미 시즌1 (2004년)
- 법과 질서 (1990년)